# Avance de la reacción
En química física, el avance de la reacción o extensión de la reacción es una magnitud simbolizada con la letra ξ que cuantifica la variación de la cantidad de especies químicas que intervienen en una reacción. Tiene unidad de cantidad de sustancia, mol. Fue introducido por el científico belga Théophile de Donder.

## Definición
Considérese una reacción del tipo
A ⇌ B.
Supóngase una cantidad infinitesimal dξ de la especie A que se convierte en B. La variación de la cantidad de A puede ser representada como

{\displaystyle \mathrm {d} n_{\rm {A}}=-\mathrm {d} \xi },

y la variación de la cantidad de B es

{\displaystyle \mathrm {d} n_{\rm {B}}=\mathrm {d} \xi }.

Entonces el avance de la reacción queda definido como

{\displaystyle \mathrm {d} \xi ={\frac {\mathrm {d} n_{i}}{\nu _{i}}}},

donde ni denota la cantidad de la  i-ésima sustancia y νi es el  coeficiente estequiométrico de la i-ésima sustancia. En otras palabras, es la cantidad de sustancia que está siendo producida en una reacción de equilibrio.
Considerando cambios finitos en vez de cambios infinitesimales, uno puede escribir la ecuación para el avance de una reacción como

{\displaystyle \Delta \xi ={\frac {\Delta n_{i}}{\nu _{i}}}}.

El avance de una reacción es nulo en el inicio de una reacción. Por ello, la variación de ξ es el avance en sí.

{\displaystyle \xi ={\frac {\Delta n_{i}}{\nu _{i}}}={\frac {n_{\rm {equilibrio}}-n_{\rm {inicial}}}{\nu _{i}}}}.

## Relaciones
La variación de la energía de Gibbs de la reacción puede ser definida como la variación de la energía de Gibbs en función del avance de la reacción a temperatura y presión constantes

{\displaystyle \Delta _{\rm {r}}G=\left({\frac {\partial G}{\partial \xi }}\right)_{p,T}}.

Análogamente, también se define la variación de la entalpía de reacción como

{\displaystyle \Delta _{\rm {r}}H=\left({\frac {\partial H}{\partial \xi }}\right)_{p,T}}.

## Ejemplo
El grado de avance de reacción es una cantidad útil en cálculos de reacciones de equilibrio. Considerando la reacción en equilibrio
2A ⇌ B + 3C
donde las cantidades iniciales son nA = 2 mol, nB = 1 mol, nC = 0, y la cantidad de A en el equilibrio es 0,5 mol. Podemos calcular el grado de avance de reacción de su definición 
{\displaystyle \xi ={\frac {\Delta n_{\rm {A}}}{\nu _{\rm {A}}}}={\frac {0.5\ {\text{mol}}-2\ {\text{mol}}}{-2}}=0,75\ {\text{mol}}}
No hay que olvidar que el coeficiente estequiométrico de los reactivos es negativo. Ahora que sabemos el grado de avance,  podemos reacomodar la ecuación y calcular las cantidades de B y C en el equilibrio.
{\displaystyle n_{\rm {equilibrio}}=\xi \nu _{i}+n_{\rm {inicial}}}
{\displaystyle n_{\rm {B}}=0,75\ {\text{mol}}\times 1+1\ {\text{mol}}=1,75\ {\text{mol}}}
{\displaystyle n_{\rm {C}}=0,75\ {\text{mol}}\times 3+0\ {\text{mol}}=2,25\ {\text{mol}}}